# They Saved Lisa's Brain
"They Saved Lisa's Brain" är avsnitt 22 från säsong tio av Simpsons. Avsnittet sändes på Fox den 9 maj 1999. Sedan Lisa skrivit ett brev till Springfield Shopper blir hon medlem i Mensa och när borgmästaren Quimby flyr från Springfield tar Mensa över rollen som stadens ledare. "They Saved Lisa's Brain" regisserades av Pete Michels och skrevs av Matt Selman, efter en idé av George Meyer. I avsnittet medverkar Stephen Hawking som sig själv. Avsnittet kritiserade East St. Louis för att vara sämre än Springfield, vilket skapade kontroverser.

## Handling
Tillverkarna av en pudding med låg fetthalt sponsrar en tävling där första priset är en lyxig resa för den mest pinsamma deltagaren i tävlingen. Nästan alla i Springfield deltar i tävlingen, men då domaren Rainier Wolfcastle förklarar sig själv som vinnare, eftersom han blir sedd med dessa freaks, slutar tävlingen i ett upplopp och Lisa får puddingen kastad i ansiktet två gånger. Lisa fördömer Springfield för dess antiintellektualism och skriver ett öppet brev som hamnar i tidningen (som nästan ingen läser). Brevet imponerar på Springfields Mensa, som ger henne medlemskap efter att rektor Skinner gett dem hennes skolprov. Lisa och de andra medlemmarna märker att hon hör hemma i Mensa och hon får bra kontakt med de andra medlemmarna, Comic Book Guy, Dr. Hibbert, rektor Skinner, professor Frink och Lindsey Naegle. 
Springfields Mensa har tänkt hylla renässansen, men efter att de inte kunnat använda stadens lusthus, som de hyrt i parken, och polisen inte gör något, kontaktar de borgmästaren för att få saker att förändras. Då de kommer för att konfrontera borgmästare Quimby om lusthushändelsen, flyr han från staden med flyg, då han av misstag tror att Mensagruppen har bevis för hans korruption. Stadens konstitution säger därmed att i avsaknad av borgmästaren, ska staden styras av de smartaste människorna och det är medlemmarna i Mensa. Springfield kommer snabbt ett steg närmare en utopi när de tar bort det gröna ljuset på trafikljuset och börjar spela klassisk musik på hundkapplöpningen och hundarna börjar jaga ett diplom. Springfield har nu hamnat på plats 299 före East St Louis på listan över USA:s 300 mest beboeliga städer. 
Snart börjar gruppen att kämpa för sina idéer, som att ha teatrar för skuggfigurer och broccolijuice-program och förbud mot nästan alla sporter. När Comic Book Guy berättar att han vill begränsa samlag till vart sjunde år blir Springfields invånare ursinniga. En arg grupp stadsbor börjar attackera Mensagruppen för att få ett slut på Mensas styre. Lisa lyckas undkomma stadsborna genom att hon blir hämtad av Stephen Hawking. Hawking hade kommit för att se vad Mensagruppen hade gjort, men han blev inte imponerad. Stephen Hawking och Homer går därefter tillsammans till Moe's Tavern för att dricka. Homer försöker där imitera Hawking i ett försök att få honom att betala notan, men får en smocka av boxningshandskar, som var dolda i Hawkings rullstol. I avsnittet stjäl Homer också ett presentkort för att få en fotograf som tar erotiska bilder på honom. Han ger bilderna till Marge som en gåva. Hon gillar bilderna så mycket att hon gör om källaren som tillfälligt hade fått en ny design av fotografen.

## Produktion
"They Saved Lisa's Brain" skrevs av Matt Selman och regisserades av Pete Michels. Avsnittet sändes på Fox den 9 maj 1999. Avsnittets första utkast skrevs av Selman, efter en idé av George Meyer. I avsnittets början deltar Homer och Bart i en tävling där man ska vara pinsam och Marge och Lisa sitter i publiken. Deltagarnas pinsamheter i tävlingen togs från riktiga tävlingar. Innan tävlingen startar får åskådare gratisprover av en pudding som heter "Grandma Plopwell's", namnet på puddingen var inspirerat av ett varumärke för pajer som kallas "Aunt Freshly". Avsnittet har det första officiella framträdandet av Lindsey Naegle, hon hade visats tidigare i serien i olika versioner. Efternamnet Naegle bygger på Selmans agent Sue Neagle och Lindsey valdes som första namn eftersom Selman tyckte det lät "irriterande" och "pretentiöst". I "They Saved Lisa's Brain" medverkar Stephen Hawking som sig själv. De bestämde sig för att fråga honom, då de ville ha en gästskådespelare som var smartare än alla Mensamedlemmar i Springfield. De frågade honom efter att Selman hört att Hawking var ett fan av serien och hans familjemedlemmar hade sagt att han ville gästskådespela. Han har därefter gästskådespelat flera gånger som sig själv. Bill Mann på The Press Democrat har hävdat att Hawking valdes för att öka seriens tittarsiffror under maj.
Hawking missade nästan sin inspelning, eftersom hans rullstol gick sönder två dagar innan hans flygresa till Los Angeles, där inspelningen ägde rum. För att göra nödvändiga reparationer, arbetade Hawkings assistent Chris Burgoyne, med hjälp av en tekniker, i 36 timmar med rullstolen. Hawking kom till studion 40 minuter efter den bestämda tiden och bad om ursäkt för att han var sen. Hawking uppskattade skämten om sig själv, men han ville inte att han skulle framställas som berusad i avsnittets sista scen, där han diskuterar astronomi med Homer i Moe's Tavern. På grund av att han har motorneuronsjukdom, är Hawking oförmögen att tala, och han kommunicerar med hjälp av en skräddarsydd dator. Hawking skriver det han vill säga på en dator, som sedan läses upp av en datorröst. På grund av detta skrev Hawking själv sina repliker på sin dator och mikrofonen placerades framför datorns högtalare. Några av Hawkings repliker var svåra att spela in. Framför allt ordet "Fruitopia" tog tid för datorn att göra så ljudet lät korrekt.

## Kulturella referenser
William Irwin, Mark T. Conard och Aeon J. Skoble anser att avsnittet "They Saved Lisa's Brain" undersöker i detalj möjligheten av ett utopiskt alternativ till den politik som är vanlig i Springfield. Avsnittet kan ses som både en bred fars och som en intellektuell satir. Mensa-gruppens lokal är baserad på amerikanske arkitekten Frank Lloyd Wrights hus. Den sista scenen när Hawking och Homer diskuterar universum på Moe's gjordes för att visa hur det skulle se ut om världens smartaste människa och världens dummaste människa var på samma ställe. I scenen säger Hawking att han kanske stjäl Homers teori om ett donut-format universum. I boken "What's science ever done for us?: what The Simpsons can teach us about physics, robots, life and the universe" tog Paulus Halpern upp att inom matematiken kallas en donut-formad ring för en torus, och det finns vetenskapliga teorier att universum är toroidal. En av domarna i pinsamhetstävlingen var Madeleine Albright, som då var utrikesminister i USA.
Under upploppet som följer efter tävlingen förstörs tavlor av van Gogh. I avsnittet får Homer hem en fotograf för att ta erotiska bilder på honom. Fotografen är utseendemässigt inspirerad av den amerikanska porträttfotografen Annie Leibovitz. Låten som spelas under fotograferingsscenerna är "I'm Too Sexy" av Right Said Fred. I avsnittet vill Comic Book Guy att samlag bara ska tillåtas en gång vart sjunde år i Springfield. Detta är en hänvisning till "Pon farr", en term som används i Star Trek för att beskriva psykofysiska effekten av "estrouscykeln" som påverkar ett fiktivt lopp i Vulcans vart sjunde år. I avsnittet nämns att skådespelerskan Geena Davis och serietecknaren Mell Lazarus är medlemmar i Mensa.

## Mottagande
Avsnittet fick en Nielsen ratings på 6,8. Det hade 6,8 miljoner tittare och kom på plats 54 över mest sedda program under veckan. Enligt Boston Herald är det lågt för serien vid den tidpunkten. I avsnittet berättar Comic Book Guy att Springfield är bättre än East St. Louis vilket togs upp av en lokaltidning i staden, Selman svarade på den frågan att staden är en crackslum. Efter avsnittet åkte han på semester till Grekland i två veckor. Under tiden fick Mike Scully samtal från Antonia Coffman, som antog att det han sa var seriöst, och fick därefter flera klagobrev från invånare i staden som krävde en ursäkt. När Selman återvände skällde Scully ut honom och berättade för honom att han måste be borgmästaren i East St Louis om ursäkt. De tänkte skämta med honom med att låta Marc Wilmore spela borgmästaren och Selman anser att Wilmores framträndande är värt en Oscar. Diskussionen tog 20 minuter och där berättade Wilmore att hans barn blev retade i skolan på grund av Selmans kommentar och de täntke stänga ner Fox i staden. Enligt Wilmore skyllde Selman ifrån sig på de andra författarna.  Selman insåg att det var ett skämt när han såg alla andra författare skrattade. Wilmore var senare med i "It's a Mad, Mad, Mad, Mad Marge".
James Plath på DVD Townanser att detta är ett av säsongens bästa avsnitt. Ian Jane på DVD Talk anser att avsnitt med Lisa är mindre populära men att avsnittet är bra gjort. Colin Jacobson på DVD Movie Guide gillar att man skämtar om Mensa men avsnittet är inte minnesvärt. Currentfilm.com skriver att avsnittet är inte utan charm och håller sig på hög nivå. Jake MacNeill på Digital Entertainment News anser att avsnittet är bra om man tycker att palindromer är roliga och anser att det är ett av säsongens sämsta avsnitt. Warren Martyn på Adrian Wood skriver i I Can't Believe It's a Bigger and Better Updated Unofficial Simpsons Guide att avsnittet får ett för snabbt slut. Martyn och Wood anser att avsnittet är tråkigt, men delvis räddas av Hawkings medverkan.
Plath anser att Hawkings medverkan är rolig, medan Jane kallar det stort. Hawking är på plats sju på UGOs lista över de elva bästa gästskådespelarna i Simpsons och på plats 14 över de 20 bästa i The Boston Phoenix. Ethan Alter på The Morning Call anser att Hawkings medverkan är en av seriens tio bästa. IGN har placerat Hawking på nummer 16 över de 25 bästa gästskådespelarna. Hawking har i The Guardian beskrivit sin medverkan som rolig och hans repliker från avsnitt finns utgivna som docka. Hawking har uttryckt ett visst missnöje med effekterna av hans medverkan i Simpsons. I ett samtal med fysikern Brian Cox i The Guardian fick Hawking frågan över vad den vanligaste missuppfattningen om hans arbete varit. Han svarade: "Folk tror jag är en Simpsons-karaktär". Peter Hutchison har skrivit i The Daily Telegraph  att Hawking känner att han ibland inte riktigt är erkänd för sitt bidrag till vår förståelse av universum. I boken The book is dead: long live the book skriver Sherman Young att fler personer känner till honom från Simpsons än genom hans böcker.